# محمد شاهمیری
محمد شاهمیری با نام دیگر فرهاد شاهمیری (زاده ۱۳۴۴ - شهریار) داور بین‌المللی والیبال اهل ایران است. شاهمیری در سال ۱۹۹۹ به رده داوران بین‌المللی پیوست. مسابقات دهه فجر ۱۳۷۷ اولین مسابقات ملی بود که شاهمیری قضاوت آن را بر عهده داشت.
از سال ۲۰۰۳ از سوی فدراسیون بین‌المللی والیبال جهت قضاوت در مسابقات نوجوانان جهان و جوانان جهان دعوت شد. جام جهانی ۲۰۰۳ اولین قضاوت بین‌المللی و مهم شاهمیری بود. شاهمیری در دو سال بعد از سوی فدارسیون جهانی والیبال برای قضاوت قهرمانی جهان ۲۰۰۶ ژاپن دعوت شد. شاهمیری در سال ۲۰۰۸ به المپیک لندن دعوت شد و به عنوان کمک داور اول حضور داشت. شاهمیری در سال ۲۰۰۹ و ۲۰۱۰ از سوی فدراسیون بین‌المللی والیبال جایزه بزرگ جهان را به عنوان داور اول قضاوت نمود. قهرمانی جهان ۲۰۱۴ باعث پیشرفت و جهانی شدن شاهمیری شد. وی در جام جهانی ۲۰۱۵ نیز سه دیدار مهم از جمله دیدار دوم برزیل ایتالیا را سوت زد. شاهمیری نماینده داوری ایران در المپیک ۲۰۱۶ بود و  هشت دیدار را قضاوت کرد.